# Sainte-Cérotte
Sainte-Cérotte – miejscowość i gmina we Francji, w regionie Kraj Loary, w departamencie Sarthe.
Według danych na rok 1990 gminę zamieszkiwało 300 osób, a gęstość zaludnienia wynosiła 21 osób/km² (wśród 1504 gmin Kraju Loary, Sainte-Cérotte plasuje się na 984. miejscu pod względem liczby ludności, natomiast pod względem powierzchni na miejscu 813.).